# Shinkai Karokhail
Shinkai Zahine Karokhail (Kabul, Afganistán, 23 de marzo de 1962) es una política y activista afgana, centrada principalmente en la representación política y los derechos de la mujer.

## Trayectoria
Karokhail nació de padres pastunes en Kabul, Afganistán. Asistió a la Facultad de Medicina de la Universidad de Kabul. Es diplomada en inglés por el Instituto Nacional de Lenguas Modernas de Islamabad (Pakistán) y cuenta con estudios en Ciencias Políticas. Fue miembro del parlamento en Afganistán en tres ocasiones y embajadora afgana en Canadá.
En 2009, fue la única diputada que se opuso a un proyecto de ley de la familia chií, una minoría religiosa en el país, que habría hecho retroceder los derechos de la mujer en Afganistán. Luego de que el entonces presidente de Afganistán, Hamid Karzai, accedió a aceptar enmiendas al proyecto de ley y Karokhail introdujo enmiendas para que fuese más justa para las mujeres y niñas afganas.
Con el repentino retorno de los talibanes al poder en 2021, Karokhail salió del país con sus cuatro hijos y se restableció en Canadá.

## Premios y reconocimientos
En 2012, Karokhail recibió el primer Premio H.H. Sheikha Fatima bint Mubarak al Liderazgo Basado en Valores del East West Institute.